# 隼人町嘉例川
隼人町嘉例川（はやとちょうかれいがわ）は、鹿児島県霧島市の大字。旧大隅国桑原郡日当山郷嘉例川村、桑原郡襲山郷嘉例川村、桑原郡西襲山郷嘉例川村、桑原郡西襲山村大字嘉例川、姶良郡西襲山村大字嘉例川、姶良郡日当山村大字嘉例川、姶良郡日当山町大字嘉例川、姶良郡隼人日当山町大字嘉例川、姶良郡隼人町嘉例川。郵便番号は899-5113。人口は383人、世帯数は224世帯（2018年5月1日現在）である。
字域内に所在する嘉例川駅は、鹿児島県内最古の木造駅舎であり、国の登録有形文化財に登録されている。九州新幹線開業後にメディアなどでも報道され知名度を上げ観光地として賑わいを見せている。

## 地理
霧島市の中部、旧隼人町の北端部にあり、天降川支流嘉例川の流域に位置する。字域の北方には横川町下ノ、南方には隼人町西光寺、東方には隼人町松永、牧園町下中津川、牧園町宿窪田、西方には溝辺町三縄、溝辺町麓がそれぞれ隣接しており、溝辺町麓との境界線上には鹿児島空港が位置する。
集落は天降川沿いに妙見、新川、山ノ湯があり、嘉例川沿いに表木山、中福良、嘉例川の各集落がある。
字域の中央部を南北に九州旅客鉄道の肥薩線が通り、北から順に嘉例川駅、中福良駅、表木山駅が設置されている。嘉例川駅は鹿児島県の駅本屋としては大隅横川駅と並び最古であり、2006年（平成18年）には「ＪＲ肥薩線嘉例川駅駅舎」として登録有形文化財に登録された。また、いずれの駅も無人駅であるが、嘉例川駅は全国でも珍しく特急列車が止まる無人駅となっている。
道路は字域の中部を東西に鹿児島県道56号隼人加治木線が通り、字域の東端部を掠めて通過する国道223号に接続し終点となる。また、肥薩線に沿って鹿児島県道477号隼人溝辺線が通る。
教育施設は、字域の中部の中福良駅に隣接して霧島市立中福良小学校が所在している。

## 歴史

### 嘉例川の初見から近世
嘉例川という地名は鎌倉時代の建治2年の大隅国在庁石築地役配符に「加礼川七段内七寸＜二反半同人（弥勒寺執当慶弁）,二反半修理執行兼禅＞」という記述が初見であり、大隅国桑西郷のうちであった。嘉例川は佳例川とも書かれた。
戦国時代になり、太閤検地の資料では豊臣秀吉の蔵入地に、加治木郷のうちとして嘉例川村が記述されている。
江戸時代は桑原郡日当山郷（外城）のうちであり、嘉例川村の石高は「天保郷帳」には727石余、「旧高旧領取調帳」では752石余、天保6年の「郡村高辻帳」には748石余と記載されている。明治2年になり襲山郷のうちとなり、明治12年には襲山郷が東西に分割され、西襲山郷のうちとなった。

### 町村制施行以後
1889年（明治22年）の町村制施行に伴いそれまでの西襲山郷の全域を以て西襲山村が発足した。それに伴い、それまでの嘉例川村は西襲山村の大字「嘉例川」となった。1897年（明治30年）に「 鹿兒島縣下國界竝郡界變更及郡廢置法律
」が施行されたのに伴い、桑原郡は姶良郡に統合され、姶良郡のうちとなった。
1903年（明治36年）に鹿児島本線（のちの肥薩線）の国分駅（のちの隼人駅）から横川駅（のちの大隅横川駅）までの区間が開通し、字域内には嘉例川駅が設置された。この開業時の駅舎が現存する駅本屋である。1916年（大正5年）には表木山に表木山信号所が設置され、4年後の1920年（大正9年）に駅に昇格している。
1930年（昭和5年）に西襲山村が日当山村に改称、1953年（昭和28年）には日当山村が町制施行し日当山町となった。翌年の1954年（昭和29年）には、（旧）隼人町と対等合併し、隼人日当山町となったが、1957年（昭和32年）に隼人町に改称した。翌年の1958年（昭和33年）に中福良に中福良駅が新設された。
2005年（平成17年）11月7日に隼人町が国分市及び姶良郡5町と共に新設合併し霧島市が発足。これに伴いそれまでの大字嘉例川は霧島市の大字「隼人町嘉例川」に名称を変更した。

## 人口
| 年                 | 人口 | 世帯数 | 出典  |
| ------------------ | ---- | ------ | ----- |
| 1881年（明治14年） | 940  | 217    | [ 7 ] |
| 2018年（平成30年） | 383  | 224    | [ 2 ] |

## 施設

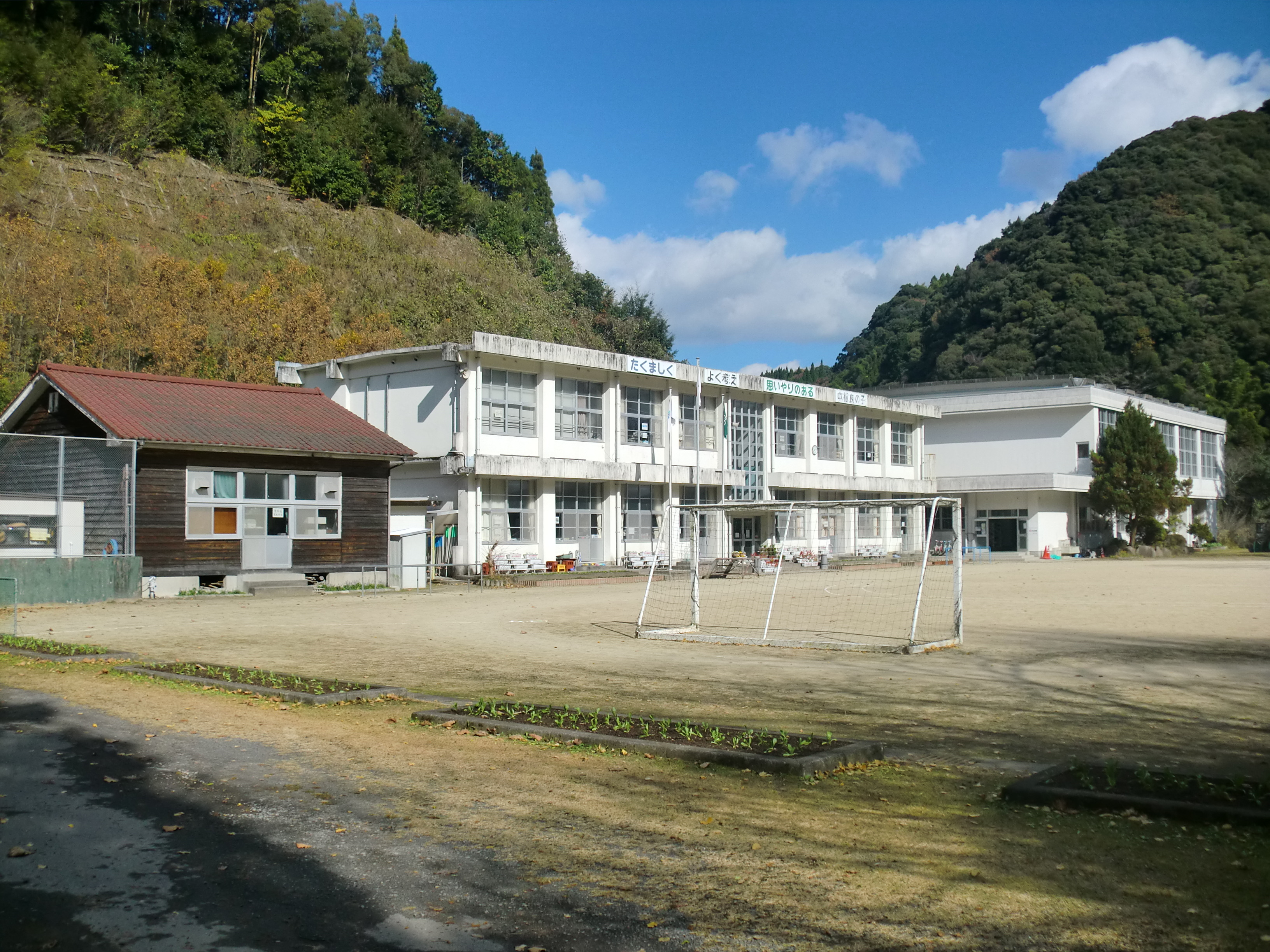
霧島市立中福良小学校

### 公共
- 農林水産省動物検疫所門司支所鹿児島空港出張所

### 教育
- 霧島市立中福良小学校

### 郵便局
- 嘉例川簡易郵便局

### 寺社
- 日枝神社

## 小・中学校の学区
市立小・中学校に通う場合、学区（校区）は以下の通りとなる。
| 大字         | 地区等         | 小学校               | 中学校               |
| ------------ | -------------- | -------------------- | -------------------- |
| 隼人町嘉例川 | 表木山、妙見   | 霧島市立日当山小学校 | 霧島市立日当山中学校 |
| 隼人町嘉例川 | 上記を除く全域 | 霧島市立中福良小学校 | 霧島市立日当山中学校 |

## 交通

### 鉄道
九州旅客鉄道 肥薩線

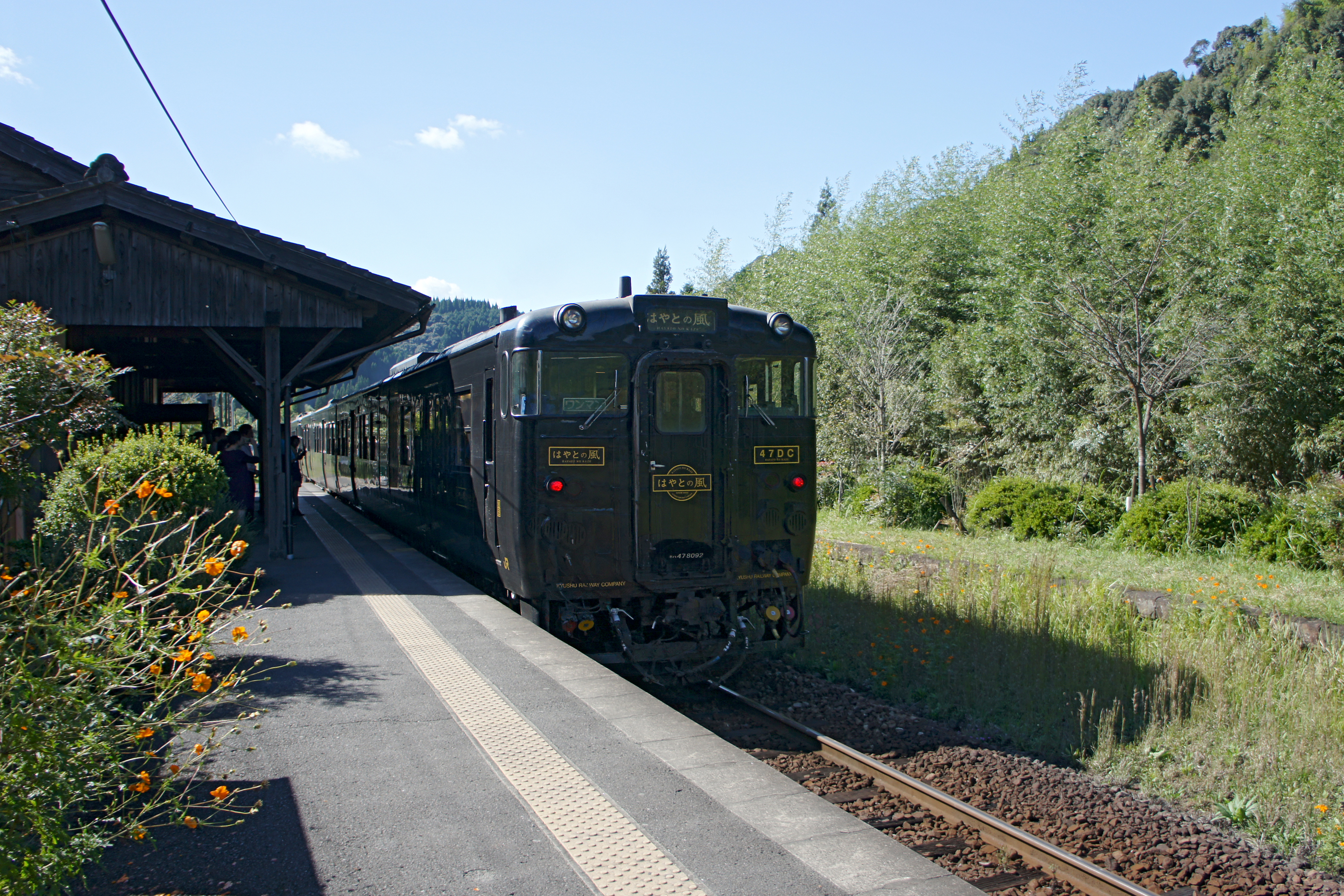
嘉例川駅
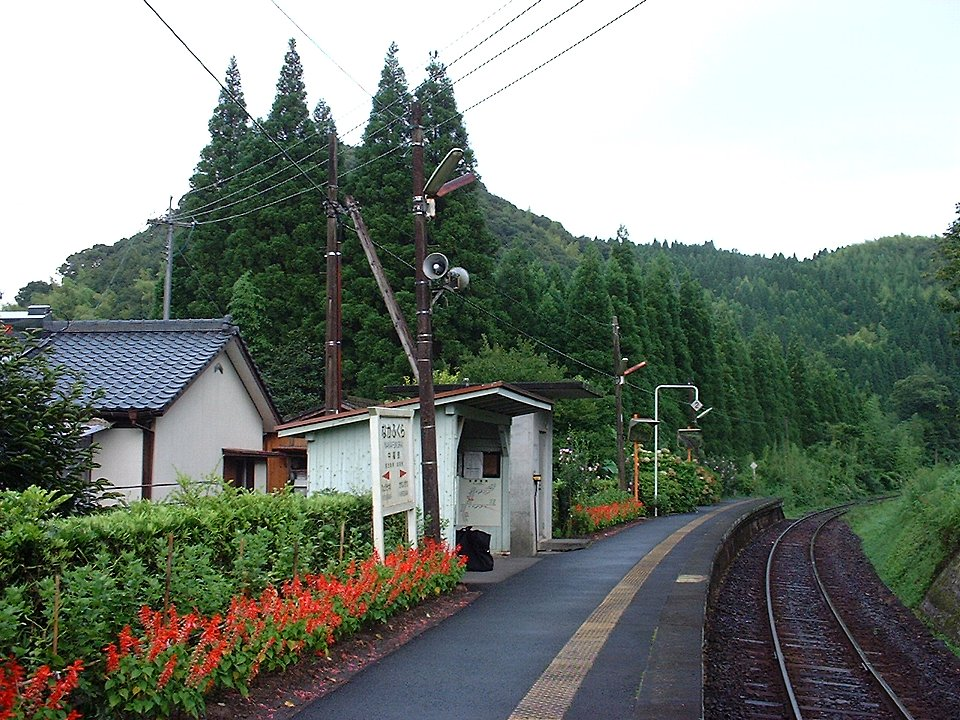
中福良駅
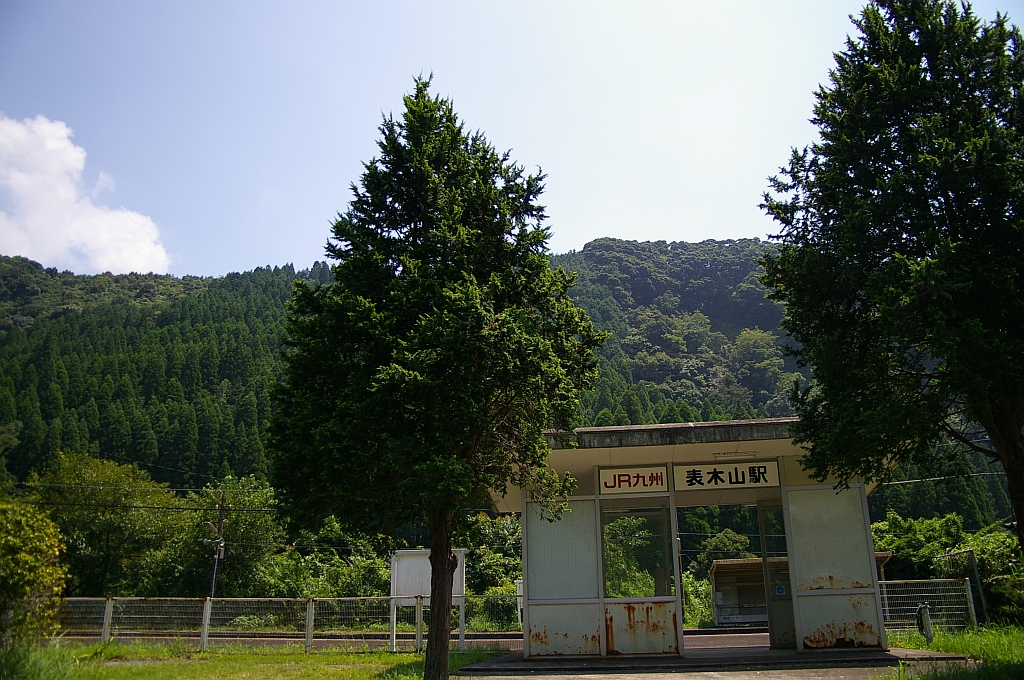
表木山駅

### 道路
一般国道
- 国道223号

主要地方道
- 鹿児島県道56号隼人加治木線

一般県道
- 鹿児島県道477号隼人溝辺線